# 韩国加湿器杀菌剂致死事件
韩国加湿器杀人事件是韩国的加湿器杀菌剂中所含的化学物质引发的呼吸系统疾病事件。部分韓國人習慣在加濕器中添加殺菌劑，而殺菌劑中含有聚六亚甲基胍盐酸盐，因而使得事件爆發。
2006年至2011年间，加濕器杀菌剂引發的呼吸系统疾病在儿童中先被发现，2011年春季又在成人中被发现，當年有多名孕婦被發現身亡；儿童死亡率为58%，成人死亡率为53%。疾病管理廳认定加湿器杀菌剂中使用的聚六亚甲基胍盐酸盐是病因。 
韩国政府表示事件共造成1814人死亡，7837人受伤。 但根据一個特别调查委员会的统计，在1994年至2011年间，受添加了聚六亚甲基胍盐酸盐的殺菌劑影響，實際死亡人數為20,366人，950,000人健康受损。2011年，韓國的加濕器殺菌劑被禁止添加聚六亚甲基胍盐酸盐，韩国市场上流通的所有加湿器杀菌剂被回收销毁。韩国政府同時將加湿器杀菌剂的属性从“普通工业品”变为“医药用品”，加湿器杀菌剂的销售许可审批程序被收緊。此后韓國再也没有報告新的病例。 
大多数受害者使用了利洁时的加湿器殺菌劑Oxy Ssak Ssak (옥시싹싹)，这导致利洁时 被起訴。2016年5月2日，利洁时韩国分公司向韩国民众道歉。2017年1月6日，利洁时韩国分公司被罚款1.5亿韩元，包括利洁时韩国分公司前总经理在内的多个负责人被判处4至7年有期徒刑。2017年8月8日，韩国总统文在寅向受害者及其家属致歉。